# Wilhelm Trautmann
Wilhelm Trautmann (Mannheim, 6 dicembre 1888 – 24 luglio 1969) è stato un calciatore tedesco, di ruolo centrocampista.